# L'Homme de compagnie
L'Homme de compagnie est un film muet français réalisé par Jacques Feyder, sorti en 1916. 
C'est la première collaboration entre Feyder et Tristan Bernard.

## Synopsis
Un malade retrouve la santé, en soignant lui-même celui qui devait initialement le soigner.

## Fiche technique
Titre : L'Homme de compagnie
- Réalisation : Jacques Feyder
- Scénario : Tristan Bernard[1]
- Pays d'origine :  France
- Langue : film muet avec les intertitres  en français
- Format : Noir et blanc — 35 mm — 1,33:1 — Muet
- Métrage :
- Genre :
- Durée :
- Dates de sortie :
  -  France : octobre 1916[1]

## Distribution
- Jeanne Dyris
- André Decaye
- Anthony Gildès